# Yui Mizuno
Yui Mizuno (jap. 水野 由結 Mizuno Yui; ur. 20 czerwca 1999, znana też jako Yuimetal) – japońska piosenkarka i modelka. Znana jest przede wszystkim z występów w zespole Babymetal, którego członkinią była od 2010 do 2018 roku. Wydany w 2014 roku debiutancki album tejże formacji pt. Babymetal został wyróżniony złotą płytą w Japonii znalazłszy 100 tys. nabywców. W 2015 roku wraz z grupą otrzymała branżowe nagrody Kerrang! Award i Metal Hammer Golden Gods Award. Mizuno była też członkinią zespołów Sakura Gakuin, Twinklestars i Mini-Patissier.

## Biografia
2 sierpnia 2010 roku, w wieku 11 lat, Yui Mizuno, w tym samym czasie co Moa Kikuchi, dołączyła do Sakura Gakuin, grupy idol zarządzanej przez Amuse Talent Agency. Grupa jeszcze nie wydała swego debiutanckiego singla. Członkowie grupy zostali również podzieleni na mniejsze podgrupy, tzw. kluby. Każdy klub miał swoją własną grupę muzyczną, która nagrywała własne utwory. Kikuchi i Mizuno najpierw stały się członkiniami „Baton Club” i jego grupy muzycznej Twinklestars a później wraz z Suzuką Nakamoto (jako lider i wokalista), utworzyły klub ciężkiej muzyki, i jego grupę metalową Babymetal. Klub muzyki heavy metal został stworzony przez zarząd, żadna z trzech członkiń klubu nie wiedziała, co to heavy metal.
Podczas podróży autobusem, Yui i Moa napisały piosenkę Babymetal "Song 4" (4 の 歌?).
19 października 2018 roku na oficjalnej stronie zespołu Babymetal pojawiła się informacja o opuszczeniu zespołu przez Yui z powodu jej stanu zdrowia. Pojawiła się także wiadomość od Yui do fanów, w której oznajmiła, iż pragnie ona rozpocząć solową karierę. 